# Menachem Mendel Chaim Landau

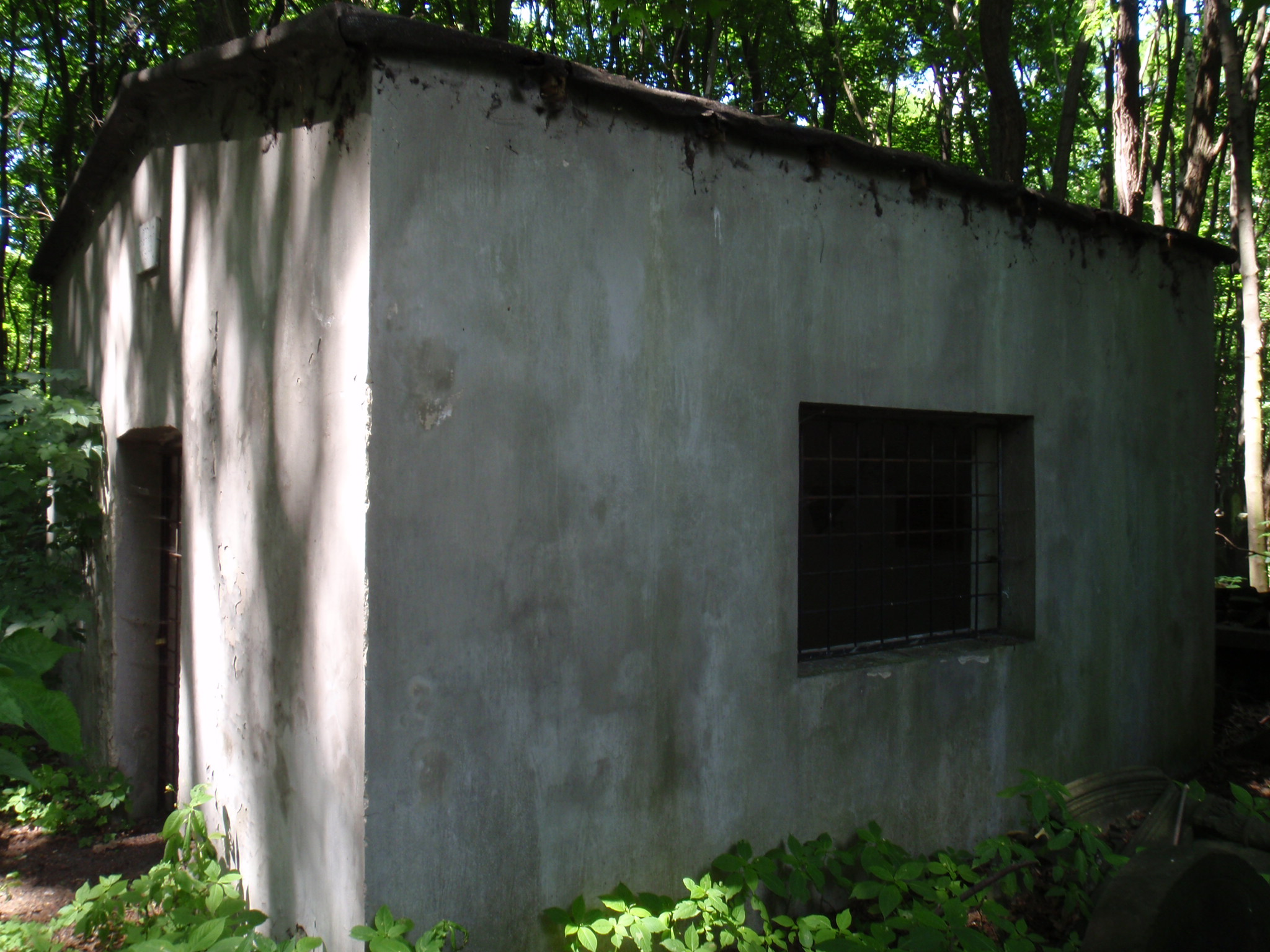
Ohel Menachema Mendla Chaima Landaua na cmentarzu żydowskim w Warszawie

Menachem Mendel Chaim Landau (hebr. מנחם מנדל חיים לאנדא; ur. 1862, zm. 12 marca 1935) – rabin chasydzki, w latach 1894–1935 cadyk z Zawiercia.
Był synem Jaakowa Landaua z Jeżowa (1834–1893) i wnukiem Abrahama Landaua z Ciechanowa, założyciela dynastii ciechanowskiej. Pełnił funkcję rabina w gminach żydowskich w Widawie, Piątku, Przyrowie, Nowym Dworze i Zawierciu. Po śmierci swojego ojca został cadykiem, a jako swoją siedzibę wybrał Zawiercie. Znany był z dużej pobożności i działalności publicznej.
Pochowany jest wraz z ojcem w ohelu na cmentarzu żydowskim przy ulicy Okopowej w Warszawie (kwatera 49, rząd 13). Obecnie jego grób nie jest obiektem licznych pielgrzymek chasydów.